# Guy Hedlund
Guy Hedlund (né le 21 août 1884 à Portland, Connecticut et mort le 29 décembre 1964  à Culver City, Californie) est un acteur, réalisateur et scénariste américain.

## Filmographie partielle

### Comme acteur
- 1908 : Where the Breakers Roar de D. W. Griffith
- 1908 : Le Roman d'une juive (Romance of a Jewess) de D. W. Griffith
- 1908 : La Mégère apprivoisée (The Taming of the Shrew) de D. W. Griffith
- 1908 : The Valet's Wife de D. W. Griffith
- 1909 : A Rural Elopement de D. W. Griffith
- 1909 : L'Extravagante Mme Francis (The Fascinating Mrs. Francis) de D. W. Griffith
- 1909 : The Cord of Life de D. W. Griffith
- 1909 : The Salvation Army Lass de D. W. Griffith
- 1909 : In Little Italy de D. W. Griffith
- 1911 : Teaching Dad to Like Her de D. W. Griffith et Frank Powell
- 1911 : La Télégraphiste de Lonedale (The Lonedale operator) de D. W. Griffith
- 1911 : La Dernière Goutte d'eau (The Last Drop of Water) de D. W. Griffith
- 1911 : The Diving Girl de Mack Sennett
- 1911 : The Battle de D. W. Griffith
- 1912 : The Eternal Mother de D. W. Griffith